# Morciré Sylla
Morciré Sylla (ur. 3 marca 1948 w Kindii, zm. 12 sierpnia 2005 w Rabacie) – gwinejski piłkarz grający na pozycji napastnika. W swojej karierze rozegrał 20 meczów i strzelił 4 gole w reprezentacji Gwinei.

## Kariera klubowa
W swojej karierze piłkarskiej Sylla grał w klubie Hafia FC.

## Kariera reprezentacyjna
W 1968 roku Sylla był w kadrze reprezentacji Gwinei na Igrzyska Olimpijskie w Meksyku. W kadrze narodowej zadebiutował w 1974 roku. W tym samym roku powołano go do kadry na Puchar Narodów Afryki 1974. Zagrał w nim w dwóch meczach grupowych: z Mauritiusem (2:1), w którym strzelił dwa gole i z Kongiem (1:1).
W 1976 roku Sylla był w kadrze Gwinei na Puchar Narodów Afryki 1976. Wystąpił w nim w trzech meczach: grupowym z Egiptem (1:1) oraz w grupie finałowej z Egiptem (4:2), w którym strzelił gola i z Marokiem (1:1). Z Gwineą wywalczył wicemistrzostwo Afryki. W kadrze narodowej grał do 1977 roku. Wystąpił w niej 20 razy i strzelił 4 gole.